# Longueuil–Université-de-Sherbrooke (stanice metra v Montréalu)
Longueuil–Université-de-Sherbrooke je jedna ze tří stanic žluté linky montrealského metra (Berri-UQAM – Longueuil–Université-de-Sherbrooke).

## Umístění a vzhled
Tato stanice se nachází uprostřed žluté linky, jejíž celková délka je pouze 4,25 km. Je to konečná stanice na východním konci žluté linky, je tedy první ve směru z východu na západ a v opačném směru je třetí v pořadí. Nachází se v hloubce 4,3 m. Od předcházející prostřední stanice žluté linky Jean-Drapeau je vzdálena 1 572,10 metrů.

## Historie

### Otevření stanice
Stanice Longueuil–Université-de-Sherbrooke byla otevřena 28. dubna 1967. Projektoval ji Jean Dumontier.

### Pojmenování stanice
Stanice nesla původně jméno Longueuil podle stejnojmenného města ležícího na jižním břehu řeky svatého Vavřince. V roce 2003 byla přejmenována na Longueuil–Université-de-Sherbrooke.

## Zajímavosti
- Hloubka stanice (4,3 m pod povrchem) ji řadí mezi dvě nejmělčeji postavené stanice celého montrealského metra (spolu se stejně hluboko položenou konečnou stanicí zelené linky Angrignon.
- Na sousedícím ostrově Notre-Dame byla plánována stanice Île-Notre-Dame. Kvůli nepřekonatelným technickým potížím se stavbou nebyla tato stanice realizována.
- Další zajímavostí je fakt, že všechny tři stanice žluté linky jsou dnes pojmenovány jiným jménem, než je to, které původně nesly.